# カール＝フリードリッヒ・ハース
カール＝フリードリッヒ・ハース（Karl-Friedrich Haas、1931年7月28日 - 2021年8月12日）は、旧西ドイツの陸上競技選手。1956年メルボルンオリンピックの銀メダリストである。

## 経歴
1952年ヘルシンキオリンピックの400mに出場。47.0秒で惜しくも4位となりメダル獲得はならなかった。しかし、4×400mリレーでは、ハンス・ガイスター、ギュンター・シュタインズ、ハインツ・ウルツハイマーとともに銅メダルを獲得した。
さらに、1956年メルボルンオリンピックで、ヘルシンキ大会に引き続き400mに出場。46.8秒でアメリカのチャーリー・ジェンキンスに次いで銀メダルを獲得。しかし、4×400mではこの大会では4位となりメダルに惜しくも手が届かなかった。
彼の息子のクリスチャン・ハースも1988年ソウルオリンピックの100m走に出場した陸上競技選手である。